# Rankine
Se denomina Rankine  (símbolo R)  a la escala de temperatura que se define midiendo en grados Fahrenheit sobre el cero absoluto, por lo que carece de valores negativos.  Esta escala fue propuesta por el físico e ingeniero escocés William Rankine en 1859.
El Rankine tiene su punto de cero absoluto a −459.67 °F, y los intervalos de grado son idénticos al intervalo de grado Fahrenheit.
{\displaystyle R=F+459.67}
{\displaystyle F=R-459.67}
{\displaystyle R={\frac {9}{5}}C+491.67\,ctm}
Cero Rankine (0 R) equivale a −273.15 °C o 0 K. Para convertir de Kelvin a Rankine se multiplica por un factor de 9/5:
{\displaystyle R={\frac {9}{5}}K\,}
{\displaystyle K={\frac {5}{9}}R\,}
{\displaystyle R={\frac {9}{5}}(C+273.15)\,}
{\displaystyle C={\frac {5}{9}}(R-491.67)\,}
Es usado comúnmente en EE. UU. como medida de temperatura termodinámica.